# メアリー・ラッセル (ベッドフォード公爵夫人)
ベッドフォード公爵夫人メアリー・ラッセル（Mary Russell, Duchess of Bedford, 1865年9月26日 - 1937年3月22日）は、イギリスの飛行家・鳥類学者。

## 私生活
ラホールの英国聖公会副主教を務めた聖職者ウォルター・ハリー・トライブの娘メアリー・デュ・コーロワ・トライブ（Mary Du Caurroy Tribe）として生まれた。1881年1月31日西ベンガル州バラックポールでハーブランド・ラッセル卿と結婚。5年後の1893年、夫が兄から爵位を継承すると同時にベッドフォード公爵夫人となる。夫婦の一人息子ヘイスティングスは1888年12月21日に生まれている。

## 業績
メアリーが活動の中心に据えたのは福祉・慈善活動で、第1次世界大戦期、公爵家の領地のあるウォバーン及び邸宅ウォバーン・アビー敷地内に4棟の病院を建てている。4つの病院のセンター機能を持つのは1914年に開院したアビー・ホスピタルであり、公爵夫人はここで1930年代になるまで看護師・放射線技師として働いた。
メアリーは鳥類の収集と観察に熱心で、特に鳥の渡りに関心が深かった。1909年から1914年の間、鳥類学者ウィリアム・イーグル・クラークと共に、シェトランド諸島の1つフェア島にしばしば長期滞在して鳥類の観察に勤しんだ。メアリーの観察日誌『鳥類観察者の日記（A Bird-watcher's Diary）』は彼女の死後の1938年に出版された。
婦人社会政治連合と連帯関係にあり、女性参政権が認められないことへの抗議として納税拒否運動を展開していた婦人納税拒否同盟の会員であった。

## 飛行活動

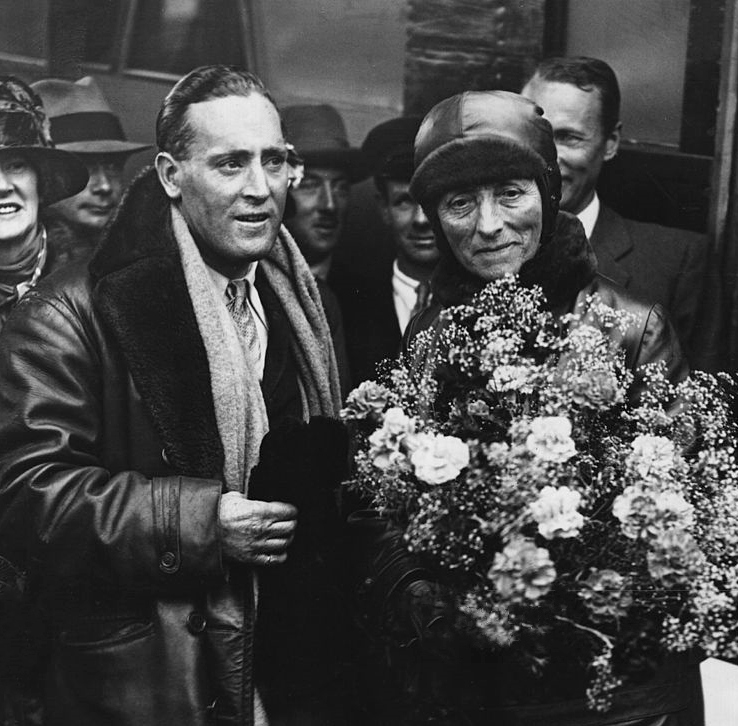
1929年8月9日インドより帰還したバーナード大尉と公爵夫人

メアリーが飛行に興味を持ちだしたのは第1次大戦後の1918年、63歳と高齢になってからである。本人は飛行機に乗ると持病の耳鳴りの症状がいくらか和らぐと言っていたが、実際にはその後ほぼ完全に聴力を失ってしまった。1929年8月2日より、メアリーはケント州のリム空港を出発、インドのカラチに到着してロンドン郊外クロイドン空港に帰還し、8日で1万マイルを飛行して記録更新に成功した。公爵夫人の乗るフォッカー F.VIIには彼女の専属パイロットC・D・バーナード大尉及び整備士ボブ・リトルが搭乗していた。メアリーは愛機を当初「クセニヤ王女（Princess Xenia）」と名付けたが、後にそのしぶとさを称賛して「ザ・スパイダー（The Spider）」と改称した。
1930年4月8日デ・ハビランド DH.60 モスで初の単独飛行を行った。1930年4月10日、メアリーは再びC・D・バーナード及びボブ・リトルとともに、愛機「ザ・スパイダー」号でリム空港からケープタウンまで9000マイルを飛行し、それまで10日間だった飛行記録に対し91時間20分で到着、記録更新に成功した。
1934年及び1935年、同乗パイロットの空軍少尉R・C・プレストンと一緒にデ・ハビランド プス・モスに乗り、イギリス発でサハラ西部およびナイジェリア北部の広範囲にわたる飛行をしている。

## 栄典

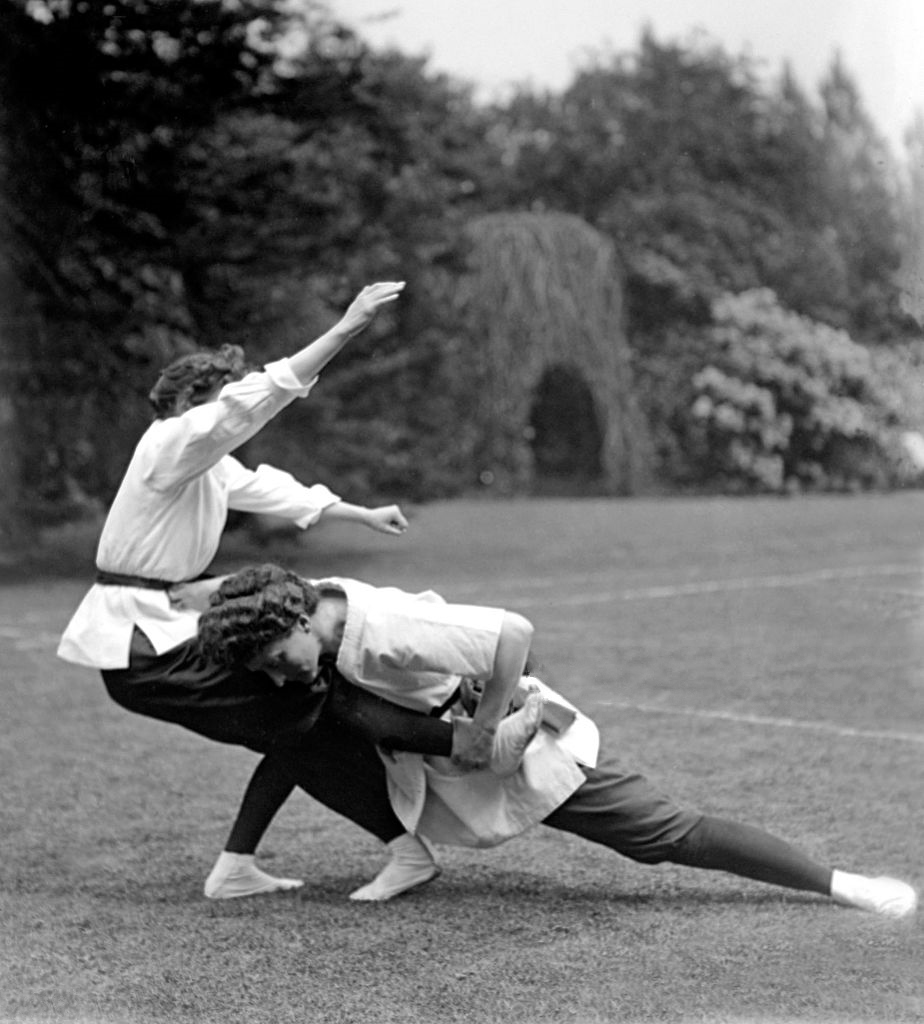
欧米出身者初の女子柔道師範エミリー・ダイアナ・ワッツに柔術の手ほどきを受ける公爵夫人、1905年頃

1918年1月、公爵夫人は自ら設立したウォバーン後方支援病院における戦時看護師としての活動を評価され、ロイヤル・レッド・クロス第2級勲章を受けた。1928年大英帝国勲章を拝受。英国聖ヨハネ騎士団勲爵士であり、インペリアル・カレッジ・ロンドン所属ロンドン・リンネ協会の特別会員（フェロー）でもあった。

## 遭難
1937年3月、アメリア・イアハートの遭難死の3か月前、デ・ハビランド DH.60 モスでウォバーン・アビーを飛び立った後、北海のグレート・ヤーマス沖で飛行機が墜落して死亡。遺体は回収できなかった。71歳だった。

## 引用
1. ↑  "Obituary: Duchess Of Bedford" The Times (London, 29 March 1937) p. 12; Issue 47644
2. 1 2  Cokayne, G.E.; Gibbs, Vicary; Doubleday, H.A. et al., eds (2000). The Complete Peerage of England, Scotland, Ireland, Great Britain and the United Kingdom, Extant, Extinct or Dormant. II (new ed.). Gloucester, U.K.: Alan Sutton Publishing. p. 88
3. 1 2  Buxton, Meriel (2008). The High-Flying Duchess. Woodperry. ISBN 978-0-9558925-0-9
4. ↑  The Duchess of Bedford. Votes for Women (25 April 1913) p. 5
5. ↑  Flight 15 August 1929, flightglobal.com
6. ↑  Flight 11 April 1930, flightglobal.com
7. ↑  Flight 25 April 1930, flightglobal.com
8. ↑  Jones, D. (1971) The Time Shrinkers: the Development of Civil Aviation between Britain and Africa. Rendel. pp. 142–152.
9. ↑  Jones, D. (1971) The Time Shrinkers: the Development of Civil Aviation between Britain and Africa. Rendel.  pp. 117–127.
10. ↑  War Office. The London Gazette (25 January 1918) Supplement: 30500, p. 1423
11. ↑  Edinburgh Gazette
12. ↑  Mosley, Charles, ed (2003). Burke's Peerage, Baronetage & Knightage. 1 (107th ed.). Wilmington, Delaware, U.S.: Burke's Peerage (Genealogical Books) Ltd. p. 321
13. ↑  Jackson, A.J. (1973). British Civil Aircraft since 1919: Vol 2. Putnam. ISBN 0-370-10010-7
14. ↑  Flight 1 April 1937, flightglobal.com